# Вязьоми (садиба)

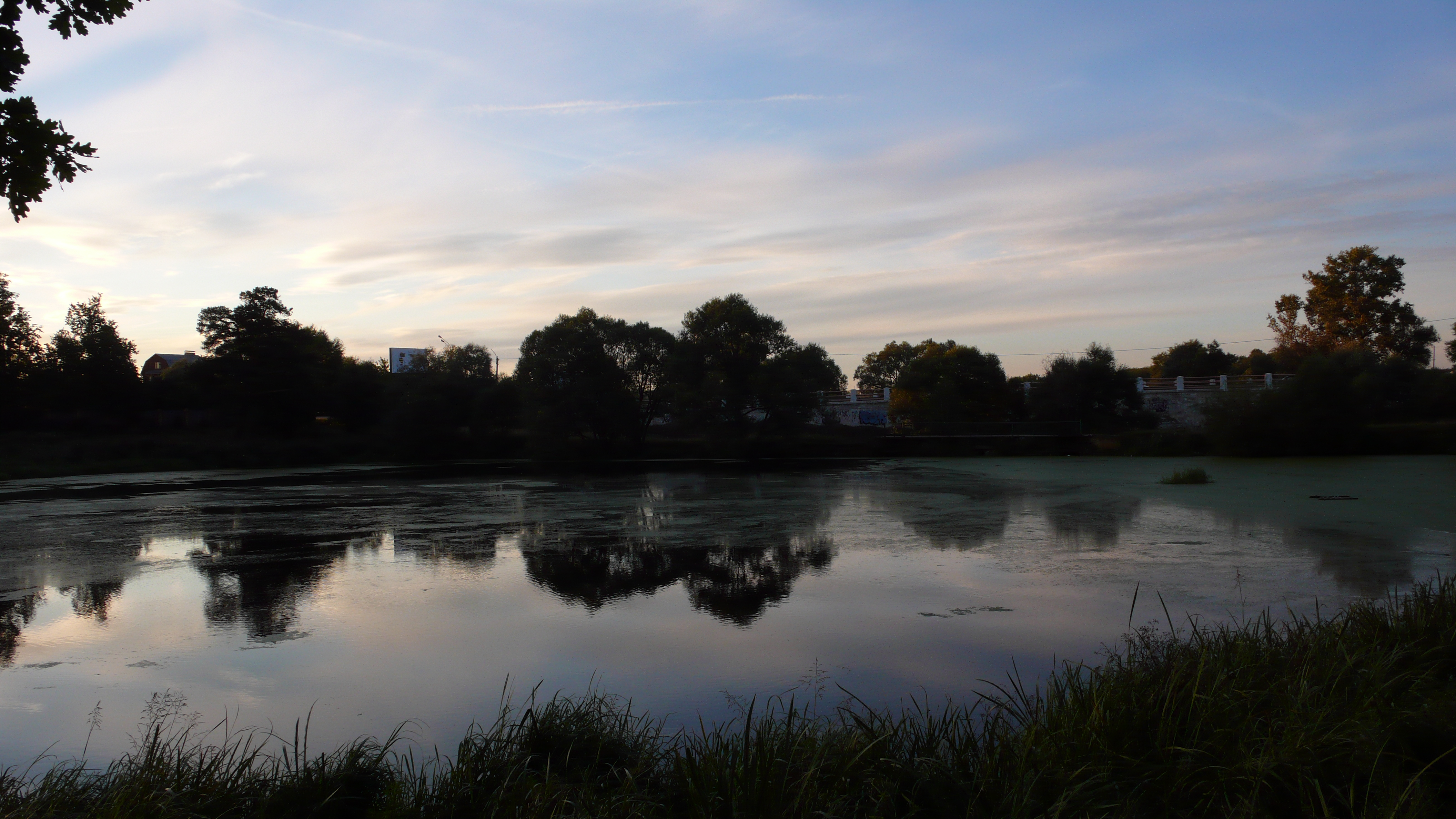
Ставок на річці Вязьомка в садибі Вязьоми

Дзвіниця і храм Спаса Преображення

Садиба (Великі) Вязьо́ми (рос. (Большие) Вязёмы) — архітектурно-художній ансамбль XVI—XIX століть, колишня царська, боярська і князівська резиденція. Садиба розташована в селищі Великі Вязьоми на березі річки Вязьомки в Одинцівському районі Московської області, за 30 км від МКАД, на краю нинішнього Можайського шосе (колишньої Великої Смоленської дороги). Садиба входить в комплекс Державного історико-літературного музею-заповідника О. С. Пушкіна.

## Історія
Вперше назва Вязьоми зустрічається в документах XVI сторіччя. За Івана Грозного Вязьоми були останньою станцією перед Москвою на Великому Смоленському шлясі. Тоді село називалося Нікольське-Вязьоми, ймовірно за назвою тутешнього дерев'яного храму. Наприкінці 1584 року село було подароване царем Федором I Івановичем своєму шуряку Борису Годунову, який негайно затіяв тут велике будівництво.
Наприкінці XVI сторіччя тут значилася «церква з п'ятьма верхами й кам'яна гребля біля ставка» (так повідомляє Піскарьовський літописець) — сучасний храм Спаса Преображення. Відомо, що храм був освячений в 1600 році — означає, що до часу освячення він був повністю добудований й розписаний. Головний престол було освячено в ім'я Трійці (зараз інша посвята), нижній храм на високому підкліті — Миколи Чудотворця, південний приділ — Благовіщення, а північний — Михайла Архангела. Тоді ж була побудована ширмова дзвіниця псковського типу, нехарактерна для архітектури цих місць.
У часи Годунова тут існував також його дерев'яний терем, згадана Микільська церква, торжок (будівля ярмарку) та Іоанно-Богословський монастир. Всі ці споруди були оточені дерев'яною стіною з п'ятьма вежами; замкові стіни були захищені спеціально виритим ровом, так що весь комплекс будівель являв собою потужну фортецю. Жодна з цих споруд, крім кам'яного храму й дзвіниці, до нашого часу не збереглася навіть у перебудованому вигляді. З боку річки можна розгледіти сильно оплилі фортечні вали.
У Смутний час Вязьоми стали заміським палацом Лжедмитра I, зупинялася тут і Марина Мнішек. Після воцаріння Михайла Федоровича Вязьоми в 1618 році були приписані до палацового відомства.
У 1694 році Петро I подарував садибу князю Борису Голіцину, який не вважав Вязьоми своїм головним маєтком, віддаючи перевагу Дубровицям.
У XVIII столітті поряд зі Спасо-Преображенським храмом збудовано будинок причту, який разом з церквою і дзвіницею було обгороджено кам'яною огорожею.
У другій половині XVIII сторіччя за правнука Бориса Олексійовича — Миколи Михайловича Голіцина (1729—1793) — почалося будівництво палацу й флігелів. Будівництво двох флігелів закінчилося на початку 1770-х років, а в 1784 році було добудовано садибу-палац. Одночасно з будівництвом будівель розбито регулярний парк.

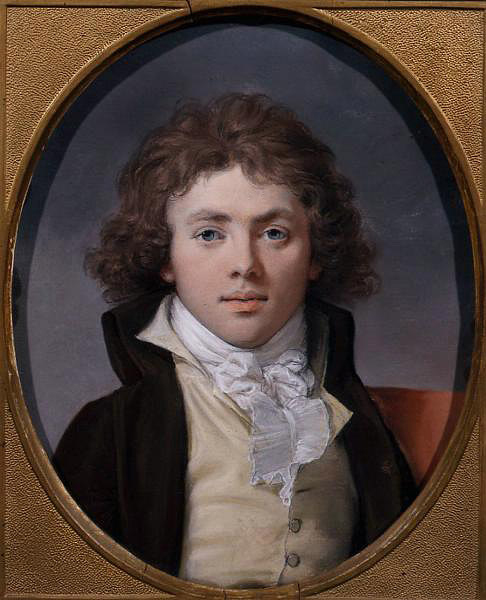
Князь Борис Володимирович Голіцин

Після смерті холостого Миколи Михайловича садибою володів його кузен князь Борис Володимирович Голіцин, також холостий. Після його смерті у 1813 році садиба відійшла до його брата, московського генерал-губернатора Д. В. Голіцина. Проте тут подовгу мешкав зять попереднього власника, літератор Степан Шевирьов, який займався каталогізацією величезною садибної бібліотеки. До нього в гості заїжджав письменник Микола Гоголь.
У 1812 році в садибі зупинявся Михайло Кутузов, а пізніше й Наполеон. В пам'ять про ці події на території садиби встановлено пам'ятний знак. У різний час садибу відвідували Павло I, Микола Михайлович Пржевальський, Валерій Брюсов, Лев Толстой. З садибою пов'язане ім'я Олександра Пушкіна. У декількох кілометрах звідси розташовувався маєток Ганнібалів — Захарово, в якому поет провів своє дитинство.
У стіни церкви похований молодший брат О. Пушкіна — Миколенька, що помер у дитинстві.
Голіцини володіли садибою до Жовтневого перевороту 1917 року, проте, як і інші старі дворянські гнізда, в післяреформений час вона зубожіла й ледве не була занедбана. В 1917 році панський будинок стояв у зарослому саду з забитими вікнами.
За радянської доби у садиби змінилися понад десяток власників — притулок для безпритульних дітей, школа парашутистів, танкове училище, інститути конярства, поліграфії і фітопатології.
В кінці 1980-х років силами місцевих краєзнавців, в першу чергу О. І. Виноградова й О. М. Рязанова, почалося створення музею, в перший час народного, розташовувався в колишньому будинку причти храму. З 1994 року садиба Вяземи й садиба Захарово утворюють Державний історико-літературний музей-заповідник О. С. Пушкіна.

## Архітектурний ансамбль садиби

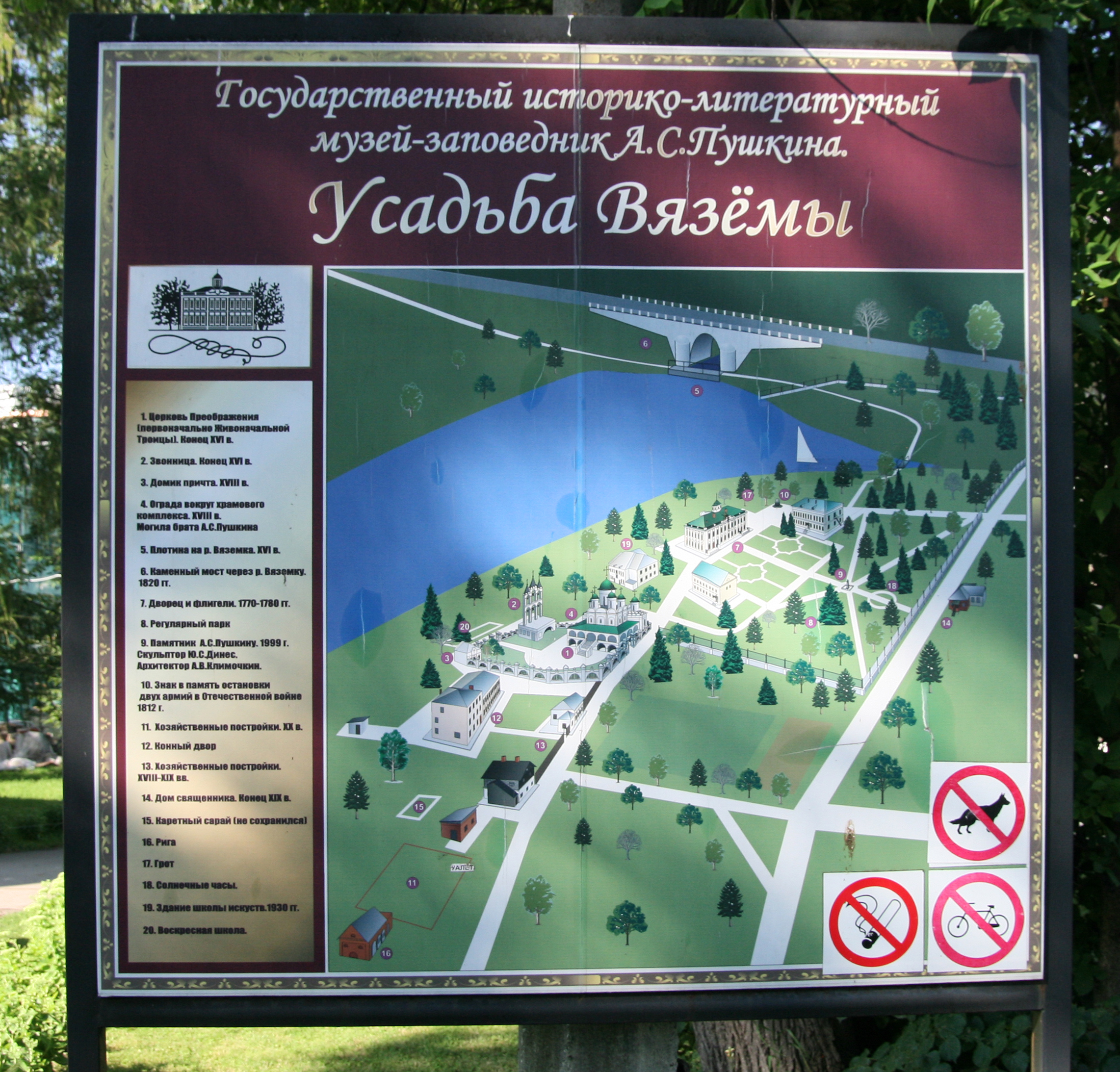
План садиби

- Будинок-палац, флігелі (1770-1780-ті роки)
- Храм Спаса Преображення (спочатку — Живоначальної Трійці) у Вяземах (кінець XVI сторіччя)
- Дзвіниця (кінець XVI сторіччя)
- огорожа навколо храмового комплексу
- Будиночок причту
- Гребля на річці Вязьомка, побудована за наказом Бориса Годунова
- Кам'яний міст через річку Вязьомку (1820-ті роки)
- Партер
- Регулярний парк
- Пам'ятник Олександру Пушкіну
- Пам'ятний знак на честь зупинки двох армій у Вітчизняній війні 1812 року
- Комплекс господарських будівель XVIII—XX сторіч
- Кінний двір

| - Храм Спаса Преображения - Фасад, обращенный к реке - Аттик и бельведер |

## Музей Пушкіна
До складу музейного комплексу входять палац і два флігелі часів XVIII століття, кінний двір з флігелями часів XVII століття, господарські споруди, парки, ставки, створені протягом XVI—XIX століть. Всього на території садиби Вяземи більш 20 пам'ятників історії і культури.
Поряд з музеєм розташовано храм Преображення і дзвіниця кінця XVI століття. В огорожі храму похований молодший брат Олександра Сергійовича Пушкіна — Микола (1801—1807), який помер у віці 6 років. У палаці Голіциних представлена інтер'єрна експозиція, що розповідає про життя садиби в часи Пушкіна.
Музей регулярно проводить наукові конференції.